# Eilema taiwana
Eilema taiwana är en fjärilsart som beskrevs av Alfred Ernest Wileman 1910. Eilema taiwana ingår i släktet Eilema och familjen björnspinnare. Inga underarter finns listade i Catalogue of Life.